# 대한예수교장로회총회유지재단
대한예수교장로회총회유지재단은 대한예수교장로회 총회의 재산을 소유보존 관리하기 위하여 1973년 11월 27일 설립된 문화체육관광부 소관의 재단법인이다. 사무실은 서울특별시 종로구 연지동 135에 있다.

## 주요 사업
- 선교, 교육, 의료, 사회복지사업
- 기념관 운영사업
- 이에 수반된 사업